# Дункан, граф Каррик
Доннхад (Дункан) (англ. Donnchadh, Earl of Carrick, гэльск. Donnchadh mac Ghille-Brìghde; ? — 13 июня 1250) — гельско-шотландский аристократ на территории нынешней юго-западной Шотландии, чья карьера простиралась с последней четверти XII века до его смерти в 1250 году. Его отец, Гилле Бригте из Галлоуэя (? — 1185), и дядя, Утред из Галлоуэя (? — 1174), были двумя соперничающими сыновьями Фергюса, лорда Галлоуэя. В результате конфликта Гилле-Бригте с Утредом и шотландским монархом Вильгельмом Львом Доннхад стал заложником короля Англии Генриха II Плантагенета. Вероятно, он оставался в Англии почти десять лет, прежде чем вернуться на север после смерти своего отца. Хотя ему было отказано в праве наследования лордства Галлоуэй, ему было даровано власть над графством Каррик.
Будучи союзником Джона де Курси, Доннхад сражался в Ирландии и приобрел там земли, которые впоследствии потерял. Покровитель религиозных домов, в частности Мелрозского аббатства и монастыря Норт-Бервик, он пытался основать монастырь на своей территории, в Кроссрагуэле. Он женился на дочери Алана Фица Уолтера, одного из предков династии Стюартов, будущих монархов Шотландии и Англии. Доннхад был первым мормэром или графом Каррика, региона, которым он правил более шести десятилетий, что сделало его одним из самых долгоживущих магнатов в средневековой Шотландии. Среди его потомков — шотландские короли из династии Брюсов и Стюартов, а также, вероятно, Кэмпбеллы, герцоги Аргайл.

## Происхождение и семья

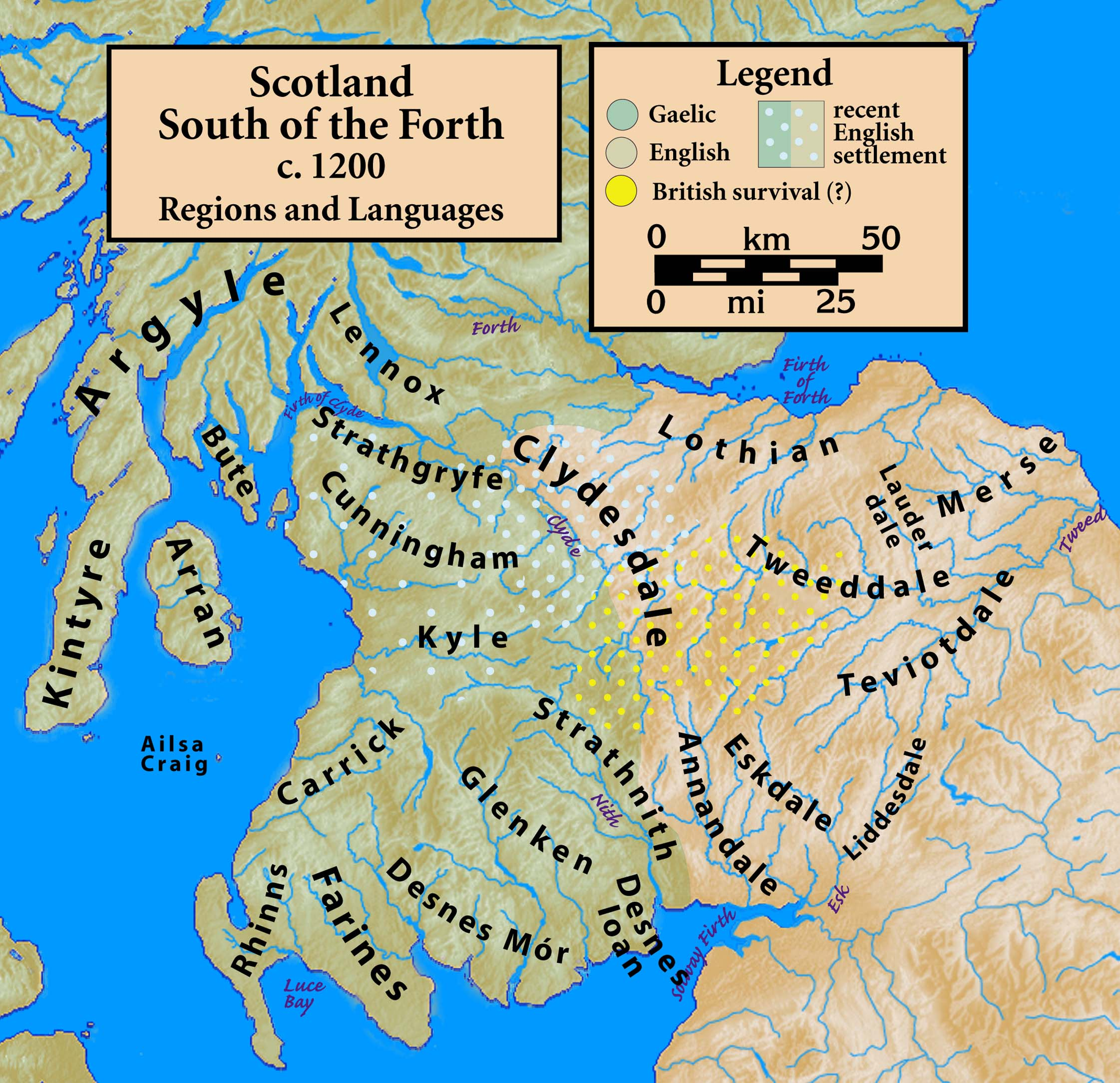
Лингвистические регионы и провинции Южной Шотландии

Доннхад был одним из сыновей Гилле Бригте (ок. 1126—1185), лорда Галлоуэя (1161—1185). Мать Доннхада была дочерью или сестрой Доннхада II, графа Файфа (? — 1204).
В 1160 году король Шотландии Малькольм IV вынудил лорда Галлоуэя Фергюса отказаться от власти и подчинил область Галлоуэй своему сюзеренитету. Галлоуэй унаследовали и разделили между собой братья Гиле-Бригте и Утред, сыновья Фергюса. Утред получил Восточный Галлоуэй, а Гилле Бригте стал управлять Западным Галлоуэем. В 1174 году братья участвовали в неудачном походе короля Шотландии Вильгельма I Льва на Северную Англию, во время которого король был взят в плен. После пленения своего сюзерена братья Гилле Бригте и Утред вернулись в Галлоуэй и подняли восстание против королевской власти. Все шотландские крепости, построенные на территории Галлоуэя, были осаждены, взяты и разрушены, а их гарнизоны перебиты. Вскоре Гилле Бригте и Утред начали борьбу за власть в Галлоуэе. Утред был взят в плен, ослеплен, кастрирован и убит по приказу Гилле Бригте. После смерти Утреда Гилле Бригте, отец Доннхада, объединил под своей единоличной властью область Галлоуэй.
В 1176 году лорд Галлоуэя Гилле Бригте заключил вассальное соглашение с королем Англии Генрихом II Плантагенетом. Гилле Бригте обязался заплатить королю Англии 1000 марок серебра и передал своего сына Доннхада в качестве заложника. Доннхад был передан королем Англии под опеку Хью де Морвика, шерифа Камберленда.
Король Шотландии Вильгельм Лев поддерживал в борьбе за наследство Лохланна (Роланда), сына Утреда и племянника Гилле Бригте. В 1180-х годах Гилле Бригте и Вильгельм Лев находились в состоянии войны, Гилле Бригте совершал набеги на Восточный Галлоуэй, контролируемый шотландцами.

Родословная Доннхада, графа Каррика

1 января 1185 года лорд Галлоуэя Гилле Бригте скончался. Шотландский король Вильгельм I Лев поддержал его племянника Лохланна (Роланда) в борьбе за отцовское наследство. Лохланн, пользовавшийся поддержкой большинства населения Галлоуэя, стал новым лордом этой области. Доннхад (Дункан) получил во владение от короля Шотландии графство Каррик, к северу от Галлоуэя.

## Отношения с церковью
Существую исторические записи о покровительстве Доннхада, графа Каррика, католической церкви. Около 1200 года граф Доннхад разрешил монахам Мелрозского аббатства пользоваться соляными прудами на своей земле в Тернберри. В 1189—1198 годах он пожаловал Мелрозскому аббатству церковь Мейбол и земли Беат (Беток).
Также Доннхад покровительствовал женскому монастырю Северного Бервика. Он передал монастырю церковь Святого Кутберга в Мейболе. Кроме того, он подарил монахиням церковь Святой Бригитты в Киркбрайде. а также пожертвовал три марки из местечка под названием Барребет.
21 июля 1225 года в Эйре в Кайле Доннхад пообещал десятину Уолтеру, епископу Глазго.
Граф Каррика Доннхад покровительствовал аббатству Пейсли. Незадолго до 1227 года он пожаловал Пейсли Кроссрагель и место под названием Сутблан, что было подтверждено папой римским Гонорием III 23 января 1227 года. Королевское подтверждение короля Шотландии Александра III от 25 августа 1236 года показывает, что Доннхад даровал монастырю церкви Киркосвальда (Тернберри), Страйтона и Далкваррана (Олд-Дейли), возможно, он также передал церкви в Герване и Баллантрэ.

## Ирландия
Согласно Роджеру из Ховедена, в конце 1190-х годов Доннхад, сын Гилле Бригте, со своим военным отрядом прибыл в Северную Ирландию, где оказался помощь своему союзнику Джону де Курси в борьбе с ирландскими племенными вождями. Джон де Курси был женат на Аффреке, дочери короля острова Мэн Годрёда II Олафссона (1164—1187), сына тетки Доннхада. Джон де Курси предоставил часть захваченной территории в Ольстере во владение Доннхаду.
В 1203—1204 годах владения Джона де Курси в Северной Ирландии захватил Гуго де Ласи, ставший 1-м графом Ольстера. В мае 1205 года Иоанн Безземельный пожаловал во владение Гуго де Ласи все владения опального Джона де Курси в Ольстере и Коннахте. В том же 1205 году при поддержке короля острова Мэн Рагнальда Годрёдссона и, возможно, Доннхада, Джон де Курси попытался отвоевать потерянные владения в Ольстере, но потерпел поражение.
В 1210 году король Англии Иоанн Безземельный высадился с армией в Ирландии, где захватил и аннексировал владения братьев Гуго де Ласи, графа Ольстера, и Уолтера де Ласи, лорда Мита, которые приютили Уильяма де Браоза, лорда Брамбера, бывшего королевского фаворита. Уильям де Браоз вернулся в Уэльс, а Гуго де Ласи бежал в Шотландию.
Согласно английским данным, Доннхад, граф Каррика, кузен Иоанна Безземельного, взял в плен Матильду, жену Уильяма де Браоза, её дочь, жену Роджера де Мортимера, а также Уильяма Младшего (старшего сына Уильяма де Браоза) с его женой и двумя сыновьями, но Гуго де Ласи и Реджинальд де Браоз избежали плена.
Согласно ирландскому свитку меморандумов, после ирландской экспедиции короля Иоанна Безземельного в 1210 году Доннхад контролировал обширную территорию в современном графстве Антрим, а именно населённые пункты Ларн и Гленарм с окрестной территорией (сейчас баронство Верхний Гленарм). Иоанн Безземельный передал или признал владение Доннхада и его племянника Александра этой территорией в награду за военную помощь.
К 1219 году Доннхад и его племянник, по-видимому, потеряли всю и большую часть своих ирландских земель. Юстициарий Ирландии Джеффри де Мариско лишил Доннхада и Александра их собственности по обвинению, что они составили заговор против короля во время восстания 1215—1216 годов. Новый английский король Генрих III, сын и преемник Иоанна, неоднократно приказывал юстициарию Ирландии и архиепископу Дублина вернуть Доннхаду и его племяннику конфискованные у них владения. Маловероятно, что Доннхад когда-либо вернул себе свои владения в Северной Ирландии. После того, как Гуго де Ласи был официально восстановлен в графстве Ольстер в 1227 году, владения Доннхада, вероятно, контролировались шотландским родом Биссет.
Доннхад был женат на Авелине, дочери Алана Фиц-Уолтера (ок. 1140—1204), лорда-стюарда Шотландии, и Алесты де Мар, дочери Моргана, графа Мара.

## Смерть и наследие
13 июня 1250 года Доннхад, граф Каррика, скончался. Ему наследовал сын или внук Нил, правивший в Каррике с 1250 по 1256 год. Согласно традиционной очке зрения, восходящей к XIX веку, Нил был сыном Доннхада. Согласно более поздним исследованиям генеалога Эндрю Макьюэна, Нил не был сыном Доннхада, а скорее его внуком. Эту версию поддержал ведущий шотландский медиевист профессор Джеффри Уоллис Стюарт Барроу. Согласно их данным, сын и предполагаемый наследник Доннхада, Кейлин мак Доннхайд, скончался при жизни своего отца. Дальше было высказано предположение, что жена Кейлина, мать графа Найла, была дочерью короля Тир Эогайна Найла Руада О’Нейлла.
Другой из сыновей Доннхада, Эоин (Иоанн), владел землей Страйтон. Он участвовал в восстании Гилле Руада в Галлоуэе в 1235 году, во во время которого он напал на некоторые церкви в диоцезе Глазго. Он получил прощение, пожаловав церковь и землю Хачинклохин Уильяму де Бондингтону, епископу Глазго, что было подтверждено королем Александром II в 1244 году. Два других сына, Айлин (Алан) и Алаксандер (Александр), подписали грамоту Доннхада и Кейлина в Северном Бервике. Согласно грамоте Мельрозского монастыря, Эйлин был священником в Кирхманене. Кейлин и, вероятно, другие законные сыновья Доннхада умерли при жизни своего отца.
Вероятный внук Доннхада, Найл (Нейл) был графом (мормэром) всего шесть лет и скончался в 1256 году, не оставив сына, кроме четырёх дочерей, одна из которых известна по имени. Его дочь звали Марджори (1254—1292), которая была женой Адама из Килконкуараа (? — 1271), члена клана мормэров Файфа. Вторым мужем Марджори стал Роберт Де Брюс, 6-й Лорд Аннандейла (1243—1304). Старший сын Марджори Роберт Брюс (1274—1329), благодаря военным успехам и родству предков с Данкельдской династией стал королём Шотландии в 1306 году. Брат короля Роберта, Эдвард Брюс (1280—1318) стал на короткое время верховным королём Ирландии (1315—1318).
При Брюсах и их преемниках на шотландском престоле титул графа Каррика стал престижным и почётным титулом, который обычно жаловался сыну короля или предполагаемому наследнику. Между 1250 и 1256 годами граф Каррика Найл, предвидя, что графство перейдёт к другой семье, подписал жалованную грамоту на главенство в области Каррик Лохланну (Роланду), сыну или внуку одного из братьев Доннхада.